# Deadland Ritual
Deadland Ritual byla anglo-americká rocková superskupina založená v roce 2018. Tvořil ji zpěvák Franky Perez (ex Scars on Broadway, ex Apocalyptica, kytarista Steve Stevens (Billy Idol, ex Michael Jackson), baskytarista Geezer Butler (ex Black Sabbath, ex Heaven & Hell, ex GZR) a bubeník Matt Sorum (ex Guns N Roses, ex The Cult, ex Velvet Revolver). Původně byla skupina vytvořená Sorumem, ihned se přidali Perez a Stevens, a nakonec i Butler souhlasil se vstupem. Deadland Ritual vydali svůj první singl „Down in Flames“ v prosinci 2018. Sorum a Stevens už spolu hráli v 90. letech v punkové superskupině Neurotic Outsiders se například Steven Jonesem ze Sex Pistols.

## Historie

### Formování a první singl (2018–2021)
Formace Deadland Ritual byla světu představena 3. prosince 2018, když členové kapely začali zveřejňovat ukázky nové hudby na svých stránkách sociálních stránkách. Bubeník Matt Sorum již odpočátku pojal skupinu se zpěvákem Frankym Perezem a kytaristou Stevem Stevensem , s bývalým basistou Black Sabbath Geezerem Butler se spojili později. Bubeník také přišel se jménem skupiny. Kapela vydala debutový singl a klip „Down in Flames“, o týden později. Skladbu vytvořil Greg Fidelman. Kelsey Chapstick z časopisu Revolver tuto píseň kategorizoval jako „heavy, blues rock“, přičemž zdůraznil, že „nese zlověstné, ďábelské tóny, které Butler používá, ale Perez se Sorumem svým umem propůjčují zřetelně cítitelný hard rock “. Deadland Ritual začali koncertovat v roce 2019, objevit se ma Download Festavalu ve Velké Británii či Hellfestu ve Francii, oba byli v červnu. Nicméně, debut skupiny byl v klubu Troubadour (kde v roce 1985 debutovali Guns N Roses) v západním Hollywoodu, CA 28. května 2019.

### Budoucnost (2021-?)
V rozhovoru z března 2021 Geezer Butler uvedl, že Matt Sorum opustil projekt a že považuje Deadland Ritual za „mrtvý“.

## Členové

### Bývalí
- Franky Perez – zpěv (2018–2021)
- Steve Stevens – kytara (2018–2021)
- Geezer Butler – baskytara (2018–2021)

- Matt Sorum – bicí, doprovodný zpěv (2018–2021)